# Yelliniátika
Yelliniátika (Geliniatika) är en ort i Grekland.   Den ligger i prefekturen Nomós Korinthías och regionen Peloponnesos, i den centrala delen av landet, 90 km väster om huvudstaden Aten. Yelliniátika ligger 78 meter över havet och antalet invånare är 426.
Terrängen runt Yelliniátika är kuperad åt sydväst, men norrut är den platt. Havet är nära Yelliniátika åt nordost.  Närmaste större samhälle är Xylókastro, 2,9 km nordväst om Yelliniátika. 